# 居酒屋 (小説)

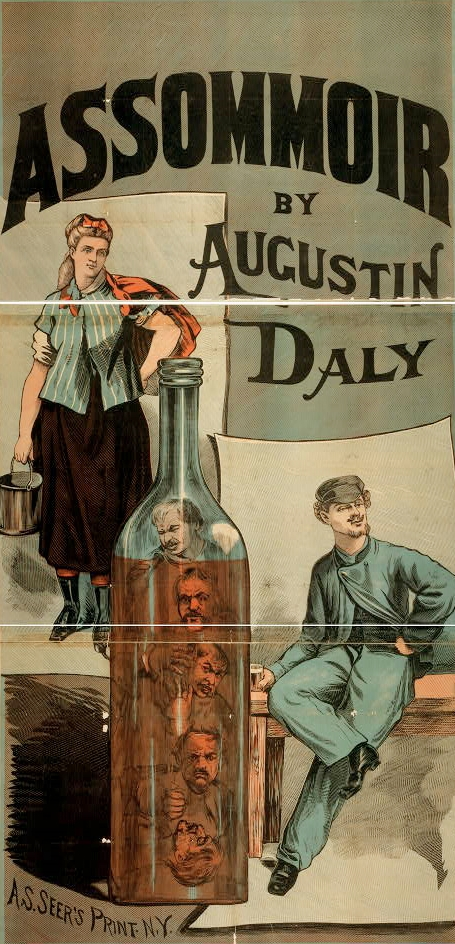
1879年アメリカで舞台劇として上演された際のポスター、オーガスティン・ダリーの絵

『居酒屋』（いざかや、原題：L'assommoir ）は、フランスの文豪エミール・ゾラが1877年に書いた自然主義の小説で代表作。20巻シリーズのルーゴン・マッカール叢書の第7巻。原題の「ラソモワール」は、この物語の中で頻繁に登場する居酒屋の名前。小説『ナナ』は本作の主人公ジェルヴェーズの娘ナナの成長後を描いた作品である。

## あらすじ
若く美しいジェルヴェーズ (Gervaise) は、クロード (Claude) とエティエンヌ (Etienne) という息子2人と恋人のランティエ (Lantier) と一緒にパリに住んでいる。ランティエは何も言わずに稼いだ金を持ったまま失踪してしまい、置き去りにされたジェルヴェーズは貧苦に悩む。しかしジェルヴェーズはクーポー (Coupeau) という労働者を知り、クーポーは彼女を愛し、決して暴力はふるわないと約束し、二人は結婚し、よく働いて3年がたち、アンナ (Anna) という娘が生まれる。ジェルヴェーズは洗濯屋を開く。
ある日、通りから呼んでいるナナを見るために、クーポーは窓の近くに寄り、そこから地上に転落し、働けなくなり、酒びたりになる。ある日の昼飯の時、ランティエが戻ってきて三人が奇妙な同居を始める。クーポーはジェルヴェーズを叩くようになり、ランティエはよく働くジェルヴェーズとの関係を復活させる。ジェルヴェーズの同居は土地の人の反感をかい、店はさびれ、金がなくなり、ランティエは去ってゆき、クーポーは気が狂って病院で死ぬ。ジェルヴェーズは孤独のまま死に、死後2日たって発見された。

## 登場人物
- ジェルヴェーズ・マッカール (Gervaise Macquart)

洗濯女。足が不自由。1828年生まれ。
4歳年上のランティエとの間に14歳でクロードを、18歳でエチエンヌを産む。
クーポーと結婚後に洗濯屋を開業。クーポーとの間にアンナを産む。
- アンリ・クーポー (Henri Coupeau)

ジェルヴェーズの夫。ブリキ屋根職人。屋根から落下し怪我をして以来、酒の味を覚えアルコール依存症となる。またジェルヴェーズやアンナへ暴力を振るう。
最終的にサント・アンヌ病院に7回抑留され、そこで死亡した。
- オーギュスト・ランティエ (Auguste Lantier)

ジェルベーズの内縁の夫。帽子屋。クロードとエティエンヌの父。
駆け落ちしジェルヴェーズの前から姿を消す。後にクーポー夫妻の店に居候する。
- クロード・ランティエ (Claude Lantier)

ランティエとジェルヴェーズの長男。制作の主人公。1842年生まれ。
- エチエンヌ・ランティエ (Etienne Lantier)

ランティエとジェルヴェーズの次男。グージェと共に鍛冶場で働く。ジェルミナールの主人公。1846年生まれ。
- アンナ・クーポー (Anna Coupeau)

クーポーとジェルヴェーズの娘。造花女工になるが、後に家出。ナナの主人公。1852年生まれ。
- グージェ (Gouje)

鍛冶屋。クーポー夫妻の隣人。母親と同居している。ジェルヴェーズに思いを寄せ、洗濯屋の開店資金を貸す。
- ロリユ夫妻 (Les Lorilleux)

クーポーの次姉と夫。金細工職人。ジェルヴェーズを良く思っていない。アンナの名付け親。
- クーポー婆さん (Maman Coupeau)

クーポーの母。クーポー夫妻と同居。
- マダム・ルラ (Madame Lerat)

クーポーの長姉。造花女工。未亡人。
- ヴィルジニー・ポワソン (Virginie Poisson)

ランティエの駆け落ち相手であるアデールの姉。ジェルヴェーズとは小説の冒頭で大喧嘩する。後にポワソンという巡査と結婚。
- ボッシュ夫妻 (Les Boche)

クーポー夫妻の住むアパートの門番。
- コロンブ (Le père Colombe)

居酒屋「ラ・ソモワール」の主人。
- バズージュ (Le père Bazouge)

葬儀人夫。
- ビジャール (Le père Bijard)

酒乱の錠前職人。妻や娘のラリーを暴行の末に殺す。

## 日本語訳一覧
- 「酒場」 水上斎訳　天佑社、1923年
- 木村幹訳　新潮社、1923年、復刻 本の友社、1999年
- 「酒場」 原田譲訳　榎本書店、1926年
- 河原万吉ほか訳　潮文閣、1927年
- 斎藤一寛訳 上・下 春陽堂世界名作文庫、1932-33年、角川文庫、1956年、復刻版・ゆまに書房、2008年
- 田辺貞之助・河内清共訳 上下 三笠文庫、1952年、岩波文庫、1955年／集英社・筑摩書房版「文学全集」にも収録
- 戸張智雄訳　三笠書房、1956年
- 関義・安東次男訳 上・下 青木書店、1956年、関義・改訳、旺文社文庫、1966年
- 黒田憲治訳 河出書房新社、1961年、新版1967年、1980年
- 古賀照一訳 世界文学全集 新潮文学全集 新潮社、1970年、新潮文庫 改版2006年
- 清水徹訳 世界文学全集 集英社、1974年、新版1978年、1990年

## 映像化
居酒屋 (1931年の映画)
アメリカ合衆国の映画
原題：The Struggle
監督：D・W・グリフィス
主演：ハル・スケリー
居酒屋 (1933年の映画)
フランスの映画
原題：L'Assommoir
監督：ガストン・ルーデ
主演：リーヌ・ノロ
居酒屋 (1956年の映画)
フランスの映画
原題：Gervaise
監督：ルネ・クレマン
主演：マリア・シェル